# Bitwa pod Fère-Champenoise
Bitwa pod Fère-Champenoise – starcie zbrojne, które miało miejsce 25 marca 1814 pomiędzy francuskim VI korpusem marszałka Marmonta i alianckimi wojskami VI koalicji pod dowództwem księcia Schwarzenberga.
Po zwycięstwie koalicji pod Arcis-sur-Aube wojska sprzymierzonych ruszyły w kierunku Paryża. Pod Fère-Champenoise kawaleryjskie zgrupowanie dowodzone przez feldmarszałka Schwarzenberga, złożone z jednostek austriackich, rosyjskich, pruskich i wirtemberskich, napotkało korpus Marmonta (5,8 tys.), któremu wkrótce z pomocą przyszedł korpus marszałka Mortiera (10,8 tys.). Przez dwie godziny Francuzi bronili się w miasteczku. Gdy pojawiło się wsparcie austriackich kirasjerów, Marmont zdecydował się na odwrót, który przekształcił się w paniczną ucieczkę. Francuzi stracili 5 tys. ludzi, głównie dezerterów.